# 萨拉·泰特
萨拉·泰特（英語：Sarah Tait，1983年1月23日—2016年3月3日），旧姓乌思怀特（Outhwaite），澳大利亚女子赛艇运动员。她曾代表澳大利亚参加2004年、2008年和2012年夏季奥林匹克运动会赛艇比赛，其中2012年奥运会获得一枚银牌。